# Glacier du Capucin
Le glacier du Capucin est un glacier de France situé dans le massif du Mont-Blanc, sur la commune de Chamonix-Mont-Blanc.
Le glacier nait sur l'ubac de l'aiguille du Tacul, à environ 3 200 mètres d'altitude et s'écoule vers le nord-est en direction du glacier de Leschaux. Il est entouré par le glacier de Leschaux au nord-est, le glacier du Mont-Mallet au sud-est et le glacier des Périades au sud-ouest de l'autre côté de l'aiguille du tacul. Il est dominé au sud par le Capucin du Tacul. Le refuge de Leschaux se trouve au nord-est, en rive droite du glacier de Leschaux.